# Ariadné (keresztnév)
Az Ariadné görög mitológiai női név, Minósz krétai király lányának a neve, jelentése valószínűleg: nagyon bájos vagy szent.

## Rokon nevek
Ariadna, Arianna, Arienn

## Gyakorisága
Az újszülötteknek adott nevek körében az 1990-es években szórványos volt. A 2000-es és a 2010-es években sem szerepelt a 100 leggyakrabban adott női név között.
A teljes népességre vonatkozóan az Ariadné sem a 2000-es, sem a 2010-es években nem szerepelt a 100 leggyakrabban viselt női név között.

## Névnapok
június 7., szeptember 17.

## Híres Ariadnék
- Minósz krétai király leánya